# BAT99-116
BAT99-116 là một ngôi sao dạng Wolf-Rayet với khối lượng 190 lần khối lượng Mặt Trời trong Đám mây Magellan lớn.